# Rue Lambert Lombard
Ne doit pas être confondu avec Rue Lombard.
La rue Lambert Lombard est une rue ancienne du centre historique de Liège reliant la rue Gérardrie à la place Saint-Denis.

## Odonymie
Depuis 2004 et l'aménagement de la place Saint-Étienne, la rue rend hommage à Lambert Lombard (1505 ou 1506 - 1566), célèbre artiste liégeois excellant dans plusieurs domaines artistiques et culturels. 
Auparavant, cette voirie s'appelait la rue Saint-Étienne, du nom d'une ancienne église paroissiale dédiée à saint Étienne qui se situait à l'angle des  rues Lambert Lombard et Chapelle-des-Clercs à la place de l'actuel parking Saint-Denis. Cette église fut démolie en 1806. 
Il ne faut pas confondre cette rue avec la rue Lombard située dans le voisinage.

## Situation et description
Cette courte rue plate pavée et rectiligne mesurant environ 67 m borde la place Saint-Étienne puis mène rapidement à la place Saint-Denis en longeant le parking Saint-Denis. 

## Architecture
L'hôtel de Copis est situé au coin de la rue et de la rue Chapelle-des-Clercs. Cet immeuble est repris sur la liste du patrimoine immobilier classé de Liège depuis le 12 octobre 1981.

## Voiries adjacentes
- Rue Gérardrie
- Place Saint-Étienne
- Rue Chapelle-des-Clercs
- Place Saint-Denis